# 何瑶
何瑶（1894年—1968年），男，云南石屏人，汉族。1932年—1937年任云南大学校长。

## 生平

### 民国时期
光绪三十四年（1908年），考入云南方言学堂。中华民国3年（1914）被保送到青岛德华高等学校，后转入北京大学预科学习一年。1915年，又到同济医工专门学校学习，1917年，到美国普渡大学机械工程系学习，1920年，获机械工程学士学位。毕业后在费城巴尔温火车头公司实习，并到美国各地考察。
1925年，何瑶回国后，受聘到东陆大学任教授，1926—1930年，任东陆大学的会计长兼数学、热机关学教师。1930年，任工学院院长。1932年秋，东陆大学校长华秀升辞职，省政府令委何瑶代理校长。在何瑶任校长的5年中，学校进行了增院增系增设课程的改革。他根据学校的发展和省内的需要，对学校机构进行调整，将文学院改为文理学院，增加了法律系和数理系；又增加了教育学院，其下设教育系和师范专修科。1934年改为省立云南大学后，何瑶又对学校教学机构作了调整，把数理系并人工学院，改名为理工学院；撤消文理学院，组建文法学院。文法学院下设政治经济系、法律系、教育学系、中国文学系；另外还单独成立了医学专修科、附属高中部等教学单位。
1935年，他向中英庚款董事会申请经费，用于添置理化仪器、药品。同年分别致函教育部部长陈立夫、陆军大学校长杨杰，请求帮助云大争取得到中法教育文汇基金董事会的补助。1936年中英庚款董事会拨款新币55万元，用于建盖理工学院。省政府于当年将云大毗邻的昆华中学校舍拨归云大，作扩建理工学院的校址。后相继接到中英庚款董事会补助云大添置理化器械费1万申洋及中华民国教育部拨款国币40万元，用以充实采矿冶金系必要设备，更新了学校的动力厂设备、金工厂设备及测量仪器设备等。1936年在校学生已经增加到302人。此外同年他向省教育厅提出再办附属高中，为大学输送人才。1937年，云大医学院正式招生。
1937年4月发生学潮，何瑶被迫辞职。同年7月，何瑶调云南省经济委员会任专门委员。1938年后，他到云南五金器具制造厂任厂长兼工程师，以后担任云南省建设厅农具改进所所长，模范工艺厂厂长等。

### 共和国时期
1950年3月，中央人民政府接管工厂，他在“革大”学习之后，于1952年到云南省工业厅技术处任工程师，分管机械工业工程。1957年，被错划为右派，调到下关工作。1968年2月，去世。中共十一届三中全会后，云南省委工交政治部为何瑶平反，恢复名誉。